# آخرین نفر (فیلم ۲۰۰۶)
«آخرین نفر» (عربی: اطلال) یک فیلم لبنانی در سبک کمدی-درام به کارگردانی غسان سلهب است که در سال ۲۰۰۶ منتشر شد.